# Hermann Seeger (Geodät)
Hermann Seeger (* 16. September 1933 in Westerloy; † 9. Dezember 2015) war ein deutscher Geodät, Präsident des Bundesamts für Kartographie und Geodäsie, vormals Institut für Angewandte Geodäsie (IfAG), und emeritierter Hochschulprofessor. Er gilt als einer der Pioniere der Satellitengeodäsie in Deutschland.

## Leben und Wirken
Hermann Seeger studierte Geodäsie an der Technischen Hochschule Hannover. Diese promovierte ihn 1965 zum Dr.-Ing. Dissertationsthema war Ein Beitrag zur elektromagnetischen Streckenmessung mit 3 cm-Trägerwellen [10 GHz], insbesondere mit dem Elektrotape DM-20. Nach dem Abschluss des technischen Referendariats arbeitete er von 1967 bis 1987 erstmals beim Institut für Angewandte Geodäsie. Er prägte maßgeblich die Forschungsarbeiten zur Satellitengeodäsie in Deutschland und war beim Auf- und Ausbau der Satellitenbeobachtungsstation in Wettzell beteiligt.
Von 1978 bis 1987 war Hermann Seeger in der Nachfolge von Walter Hofmann Lehrstuhlinhaber für Geodäsie und Direktor des Geodätischen Instituts an der Rheinischen Friedrich-Wilhelms-Universität in Bonn. Ein Schwerpunkt seiner Arbeit war der Ausbau der Radiointerferometrie und speziell die Langbasisinterferometrie (VLBI). 
1987 wurde Hermann Seeger Direktor des Instituts für Angewandte Geodäsie. „Seine Vision war, mit der geodätischen Nutzung von GPS für ganz Europa ein einheitliches [geodätisches] Referenzsystem aufzubauen.“ Er ist einer der Gründer der EUREF (Regional Reference Frame Sub-Commission for Europe), einer europäischen Unterkommission der International Association of Geodesy (IAG). Aufgabe der EUREF ist die Definition, Umsetzung und Betreuung des geodätischen Bezugsystems in Europa. Dieses wurde mit dem Europäischen Terrestrischen Referenzsystem 1989 (ETRS89) definiert.
Seit 1979 war er Mitglied der Deutschen Geodätischen Kommission.
1998 ging Hermann Seeger in den Ruhestand. Sein Nachfolger als Präsident des Bundesamts für Kartographie und Geodäsie war Dietmar Grünreich. Hermann Seeger verstarb am 9. Dezember 2015.